# 볼티모어 선
볼티모어 선(The Baltimore Sun)은 미국 메릴랜드주 내 최대의 발행 부수를 기록하고 있는 볼티모어의 일간 신문으로, 지역, 행사, 이슈, 인물, 산업에 관한 정보를 제공한다.